# 西正寺
西正寺（さいしょうじ）は、福岡県太宰府市にある浄土真宗本願寺派の寺で、岩屋城主高橋紹運の菩提寺である。

## 来歴
1586年（天正14年）7月27日、高橋紹運以下約700名が島津軍と戦い、全員討死。高橋紹運の老臣藤内左右衛門丞重勝は、太宰府栴口(現西正寺の場所)に草庵を構え、岩屋城戦没者の菩提を弔った。藤内左右衛門丞重勝は、出家して正順と号し、西正寺開基となる。
現西正寺住職は、19代山内真隆（釋真隆）である。山内の姓は、藤内を変姓したものと思われる。
1587年（天正15年）、太宰府栴口草庵は、浄土真宗本願寺派の末寺となり、寺号を西正寺と下附される。
岩屋山西正寺（太宰府市宰府1丁目1-25）では、毎年7月27日に、ご縁ある人々により戦争犠牲者追悼法要を勤修している。